# Felice Bonetto

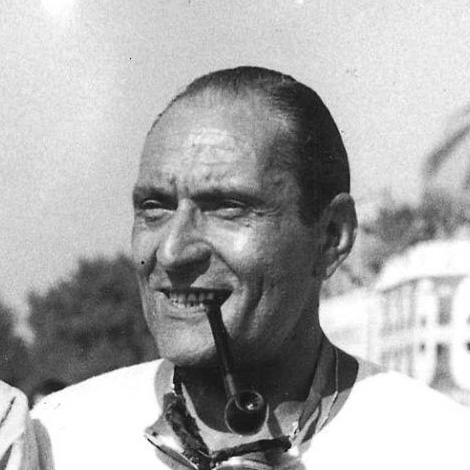
Felice Bonetto

Felice Bonetto (Manerbio, vlak bij Brescia, Italië, 9 juni 1903 - Silao, Mexico, 21 november 1953) was een Formule 1-coureur. Hij reed tussen 1950 en 1953 16 Grands Prix voor de teams Scuderia Milano, Alfa Romeo en Maserati.